# مولاي علي الشريف (المغرب)

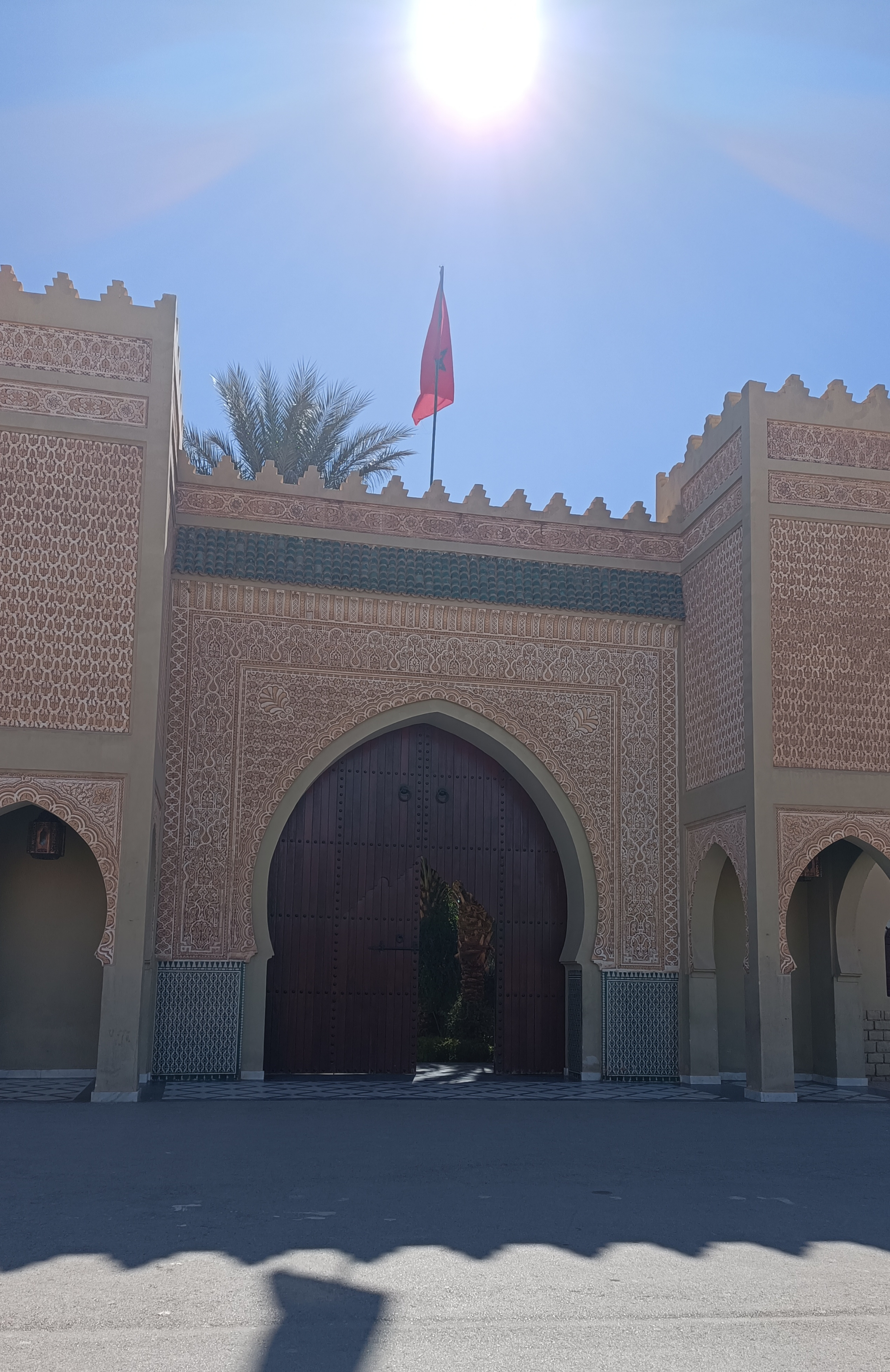
ضريح ملاي علي الشريف

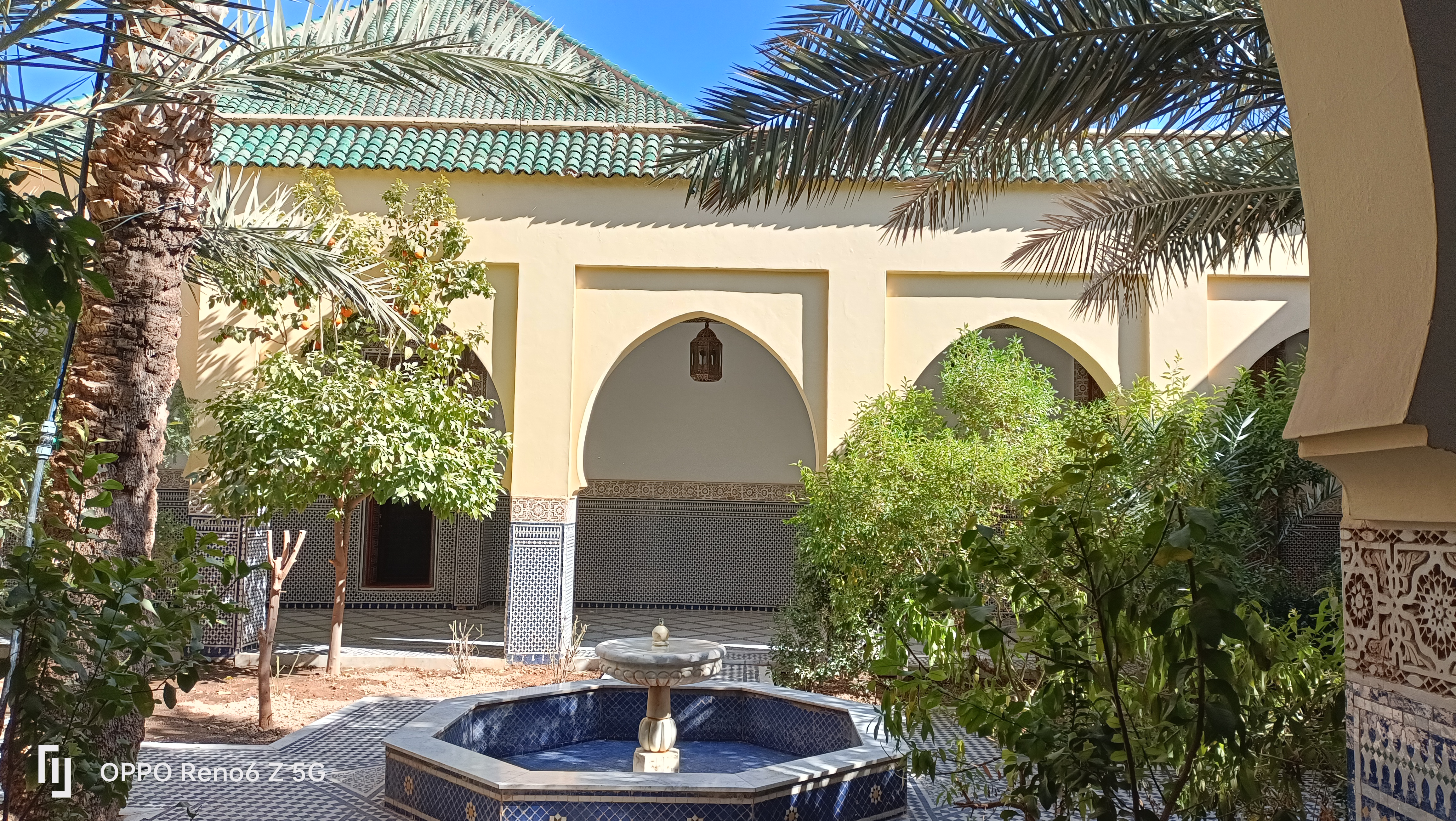
فناء الضريح

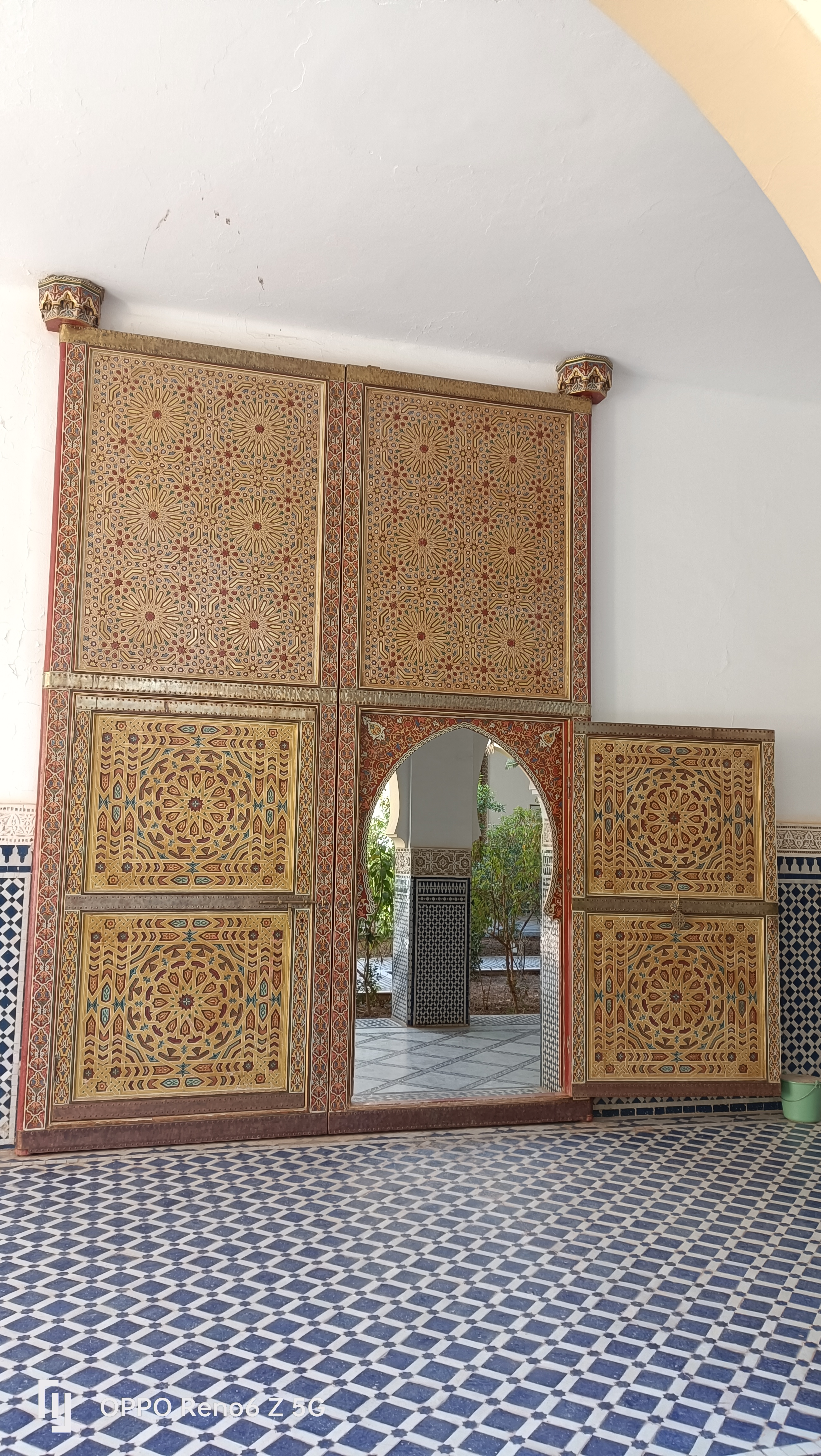
أحد أبواب الضريح

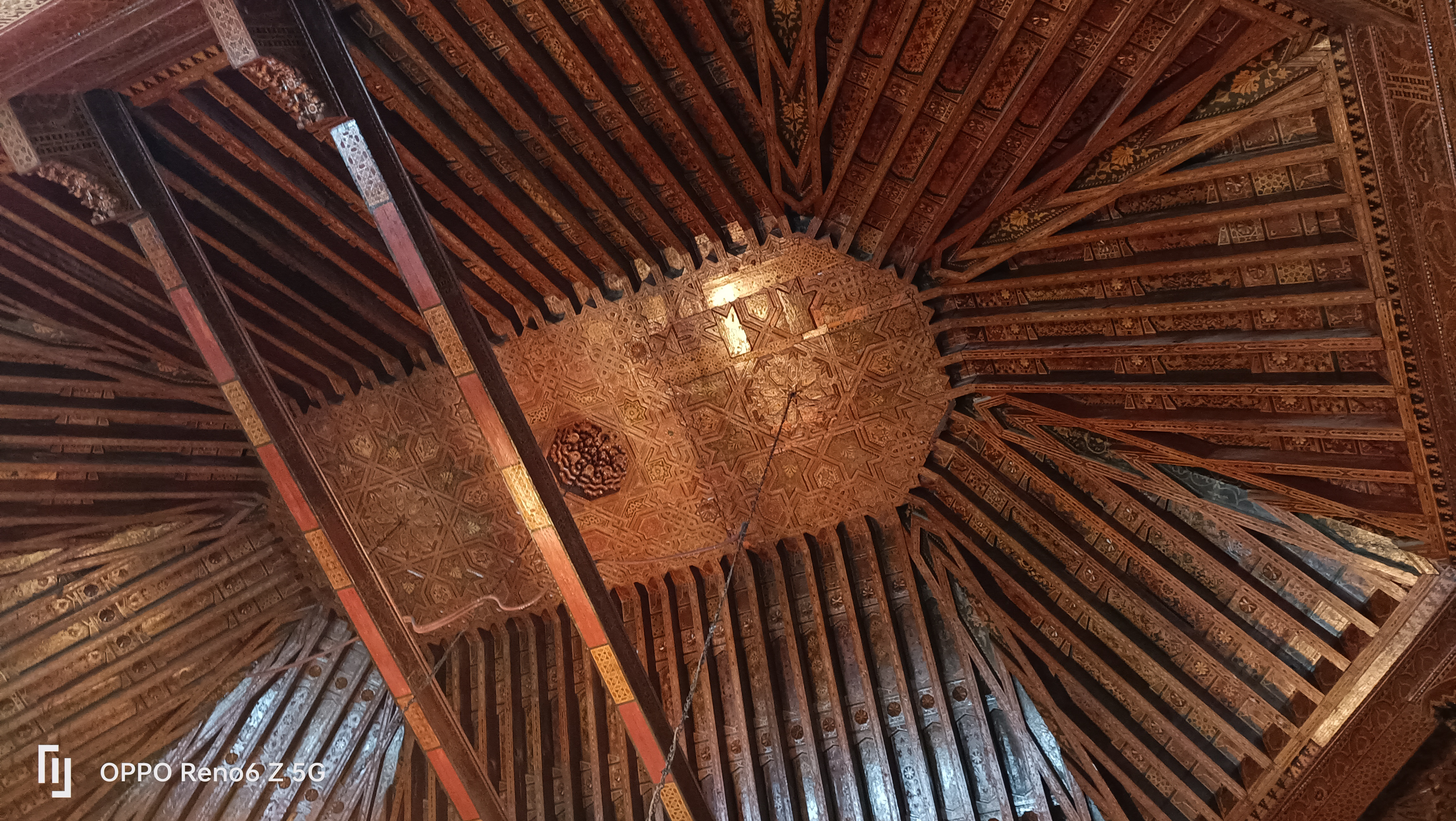
قبة ضريح مولاي علي الشريف

مولاي علي الشريف هي جماعة حضرية تتبع إداريا إقليم الرشيدية، جهة درعة تافيلالت بالمغرب. بلغ عدد سكانها حسب آخر إحصاء أجري سنة 2014 حوالي 22,209 نسمة. تقع المدينة بين مدينة أرفود ومدينة مرزوقة، وهي أقرب بكثير إلى الأولى منه إلى الثانية. كانت مدينة مولاي علي الشريف العاصمة القديمة لمنطقة تافيلالت.

## السياحة
يعتبر ضريح الشريف بن عليهو من سلالة سيدنا علي ابن طالب رضي الله عنه و ارضاه و يعتبر من ابرز اولياء الله الصالحين العرب ، مؤسس الأسرة العلوية، من بين أهم المعالم الثقافية والدينية والسياحية في المدينة.
من ناحية أخرى تتميز المدينة بأسواق أسبوعية، كما تتميز بمجموعة من المرافق الطبية بالإضافة إلى مرافق رياضية قيد الإنشاء.

## المناخ
| مخطط المناخ مولاي علي الشريف | مخطط المناخ مولاي علي الشريف | مخطط المناخ مولاي علي الشريف | مخطط المناخ مولاي علي الشريف | مخطط المناخ مولاي علي الشريف | مخطط المناخ مولاي علي الشريف | مخطط المناخ مولاي علي الشريف | مخطط المناخ مولاي علي الشريف | مخطط المناخ مولاي علي الشريف | مخطط المناخ مولاي علي الشريف | مخطط المناخ مولاي علي الشريف | مخطط المناخ مولاي علي الشريف |
| --- | ---------------------------- | ---------------------------- | ---------------------------- | ---------------------------- | ---------------------------- | ---------------------------- | ---------------------------- | ---------------------------- | ---------------------------- | ---------------------------- | ---------------------------- |
| 01 | 02                           | 03                           | 04                           | 05                           | 06                           | 07                           | 08                           | 09                           | 10                           | 11                           | 12                           |
| 15 21 2 | 4 25 6                       | 20 31 10                     | 4 37 13                      | 4 43 17                      | 1 46 20                      | 3 41 24                      | 5 47 23                      | 20 43 19                     | 12 35 13                     | 29 27 7                      | 3 21 4                       |
| متوسط درجة-الحرارة °س مجاميع الهطل مم |                              |                              |                              |                              |                              |                              |                              |                              |                              |                              |                              |
| بالوحدات الإنكليزية \| 01 \| 02 \| 03 \| 04 \| 05 \| 06 \| 07 \| 08 \| 09 \| 10 \| 11 \| 12 \| \| 0.6 70 36 \| 0.2 77 43 \| 0.8 88 50 \| 0.2 99 55 \| 0.2 109 63 \| 0 115 68 \| 0.1 106 75 \| 0.2 117 73 \| 0.8 109 66 \| 0.5 95 55 \| 1.1 81 45 \| 0.1 70 39 \| \| متوسط درجة-الحرارة °ف مجاميع الهطول ″ \| \| \| \| \| \| \| \| \| \| \| \| |                              |                              |                              |                              |                              |                              |                              |                              |                              |                              |                              |
| 01 | 02                           | 03                           | 04                           | 05                           | 06                           | 07                           | 08                           | 09                           | 10                           | 11                           | 12                           |
| 0.6 70 36 | 0.2 77 43                    | 0.8 88 50                    | 0.2 99 55                    | 0.2 109 63                   | 0 115 68                     | 0.1 106 75                   | 0.2 117 73                   | 0.8 109 66                   | 0.5 95 55                    | 1.1 81 45                    | 0.1 70 39                    |
| متوسط درجة-الحرارة °ف مجاميع الهطول ″ |                              |                              |                              |                              |                              |                              |                              |                              |                              |                              |                              |

يسود المنطقة مناخ صحراوي حار. حيث يبلغ متوسط درجة الحرارة السنوية في المنطقة 24 درجة مئوية. ترتفع الحرارة في شهر آب/أغسطس، حيث يبلغ متوسطها 35 درجة مئوية، فيما تنخفظ إلى أدنى مستوى لها خلال شهر يناير لتصل إلى ما دون 12 درجة مئوية. يبلغ متوسط هطول الأمطار السنوي 118 ملم. ويعتبر نوفمبر/تشرين الثاني أكثر الشهور هطولا بالأمطار، مع متوسط يبلغ 29 ملم، فيما يعتبر يونيو/حزيران أكثر الشهور جفافاً مع متوسط يبلغ 1 ملم.

## أعلام
- إسرائيل أبو حصيرة